# Уфалейка
Уфале́йка — река в России, правый приток реки Уфы, протекает в Челябинской области. Длина реки составляет 70 км, площадь водосборного бассейна — 910 км².
На реке Уфалейке (употреблялось также название Уфалей) была построена пристань, а впоследствии выше по течению — Верхний Уфалейский и Нижнеуфалейский пруды. Река является единственным источником воды для города Верхний Уфалей.

## Этимология
Название реки Уфалейка образовано от названия реки Уфа с добавлением -лей. 

## Притоки
(км от устья)
- 2,4 км: Блашта (пр)
- 8,9 км: Чёрная (лв)
- 13 км: Курта (лв)
- 24 км: Анциферка (пр)
- 31 км: Большой Суховяз (пр)
- 36 км: Большая Шилея (лв)
- 38 км: Генералка (лв)
- 52 км: Коркодин (лв)
- 55 км: Малая Уфалейка (пр)

## Данные водного реестра
По данным государственного водного реестра России, Уфалейка относится к Камскому бассейновому округу, водохозяйственный участок реки — Уфа от истока до Долгобродского гидроузла, речной подбассейн Белой, речной бассейн Камы.

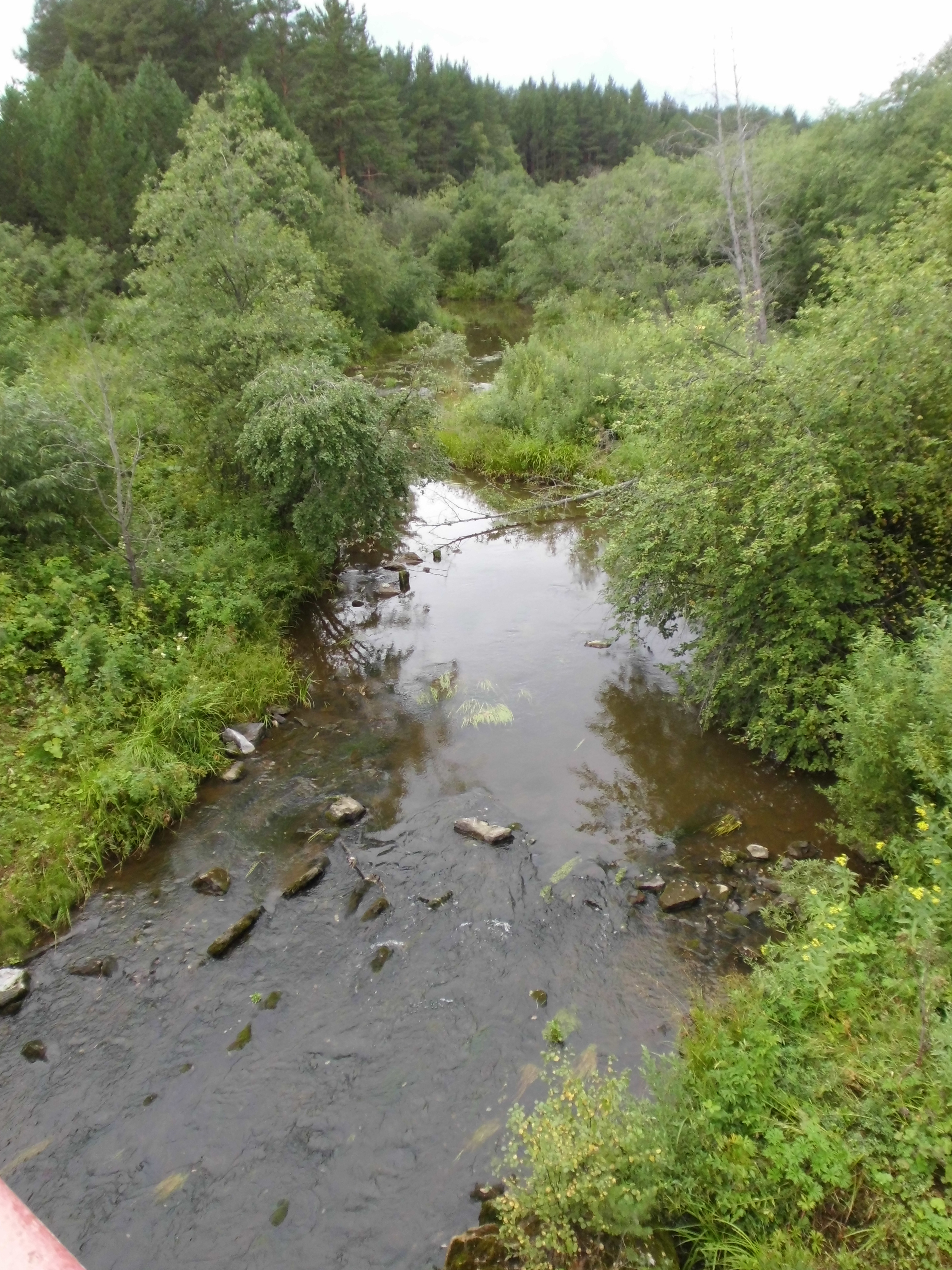
Река Уфалейка выше Верхнеуфалейского пруда
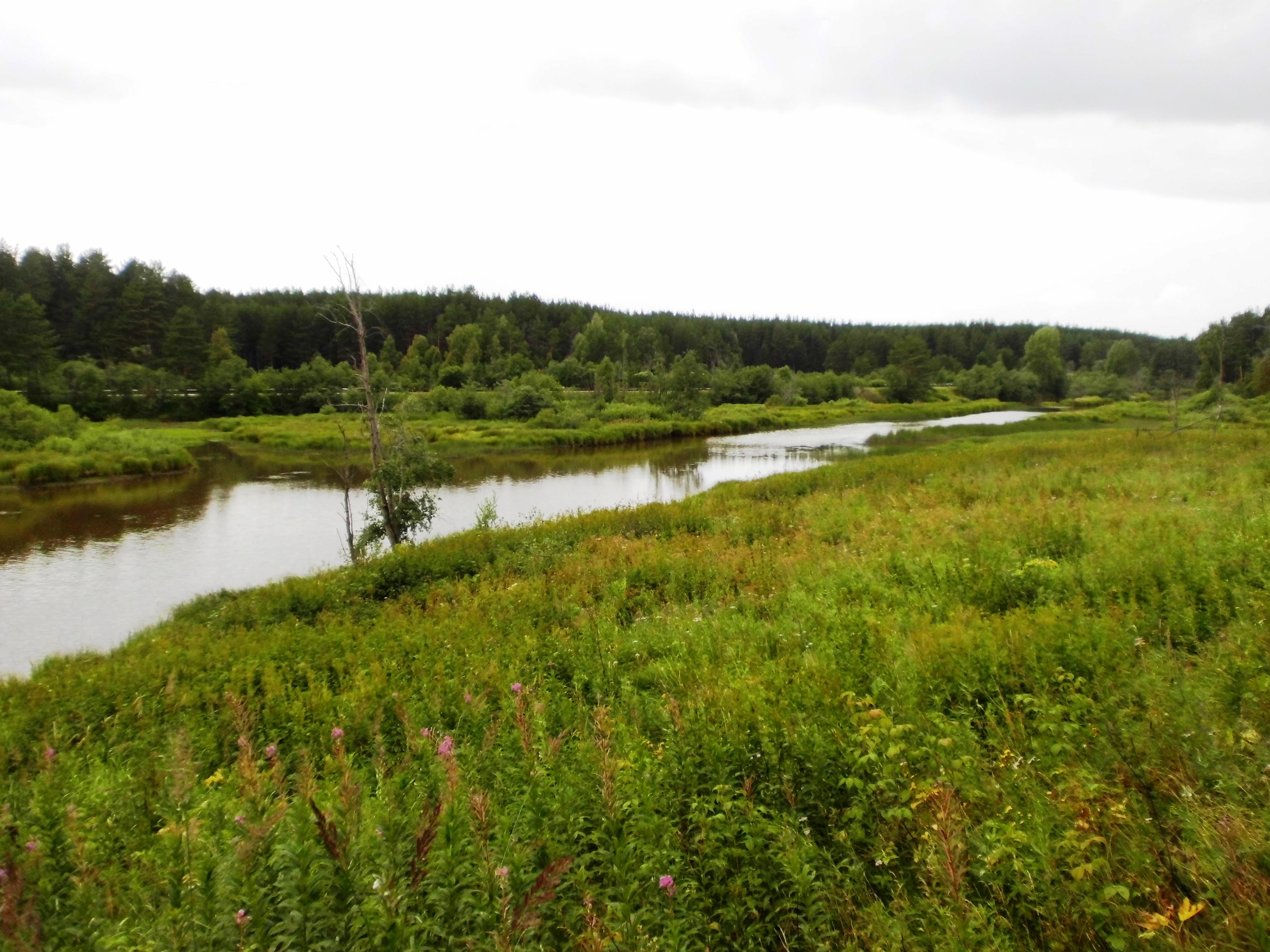
Река Уфалейка при вливании в Верхнеуфалейский пруд
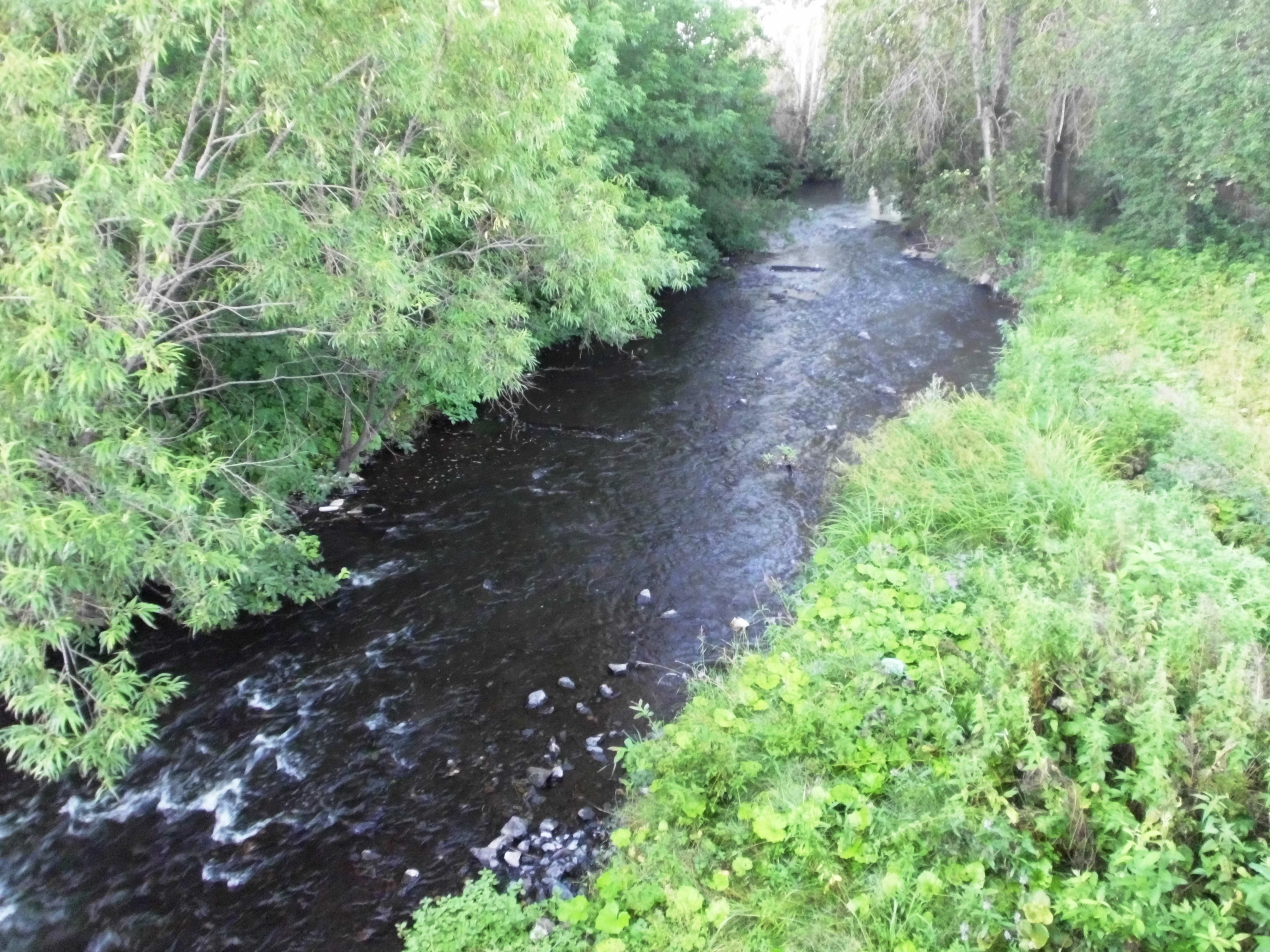
Река Уфалейка в городе Верхнем Уфалее ниже пруда
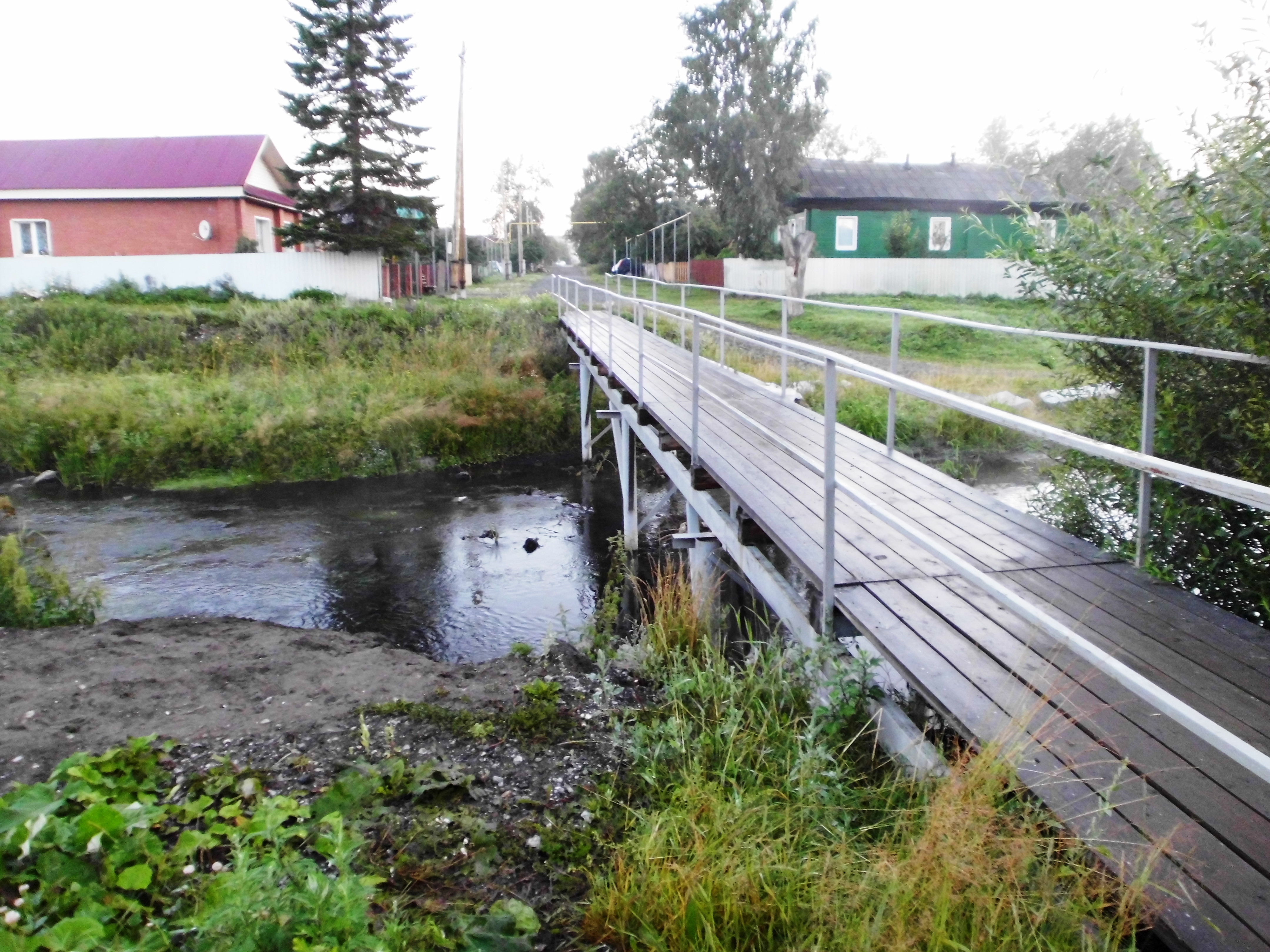
Один из многочисленных пешеходных мостов через реку Уфалейку в Верхнем Уфалее
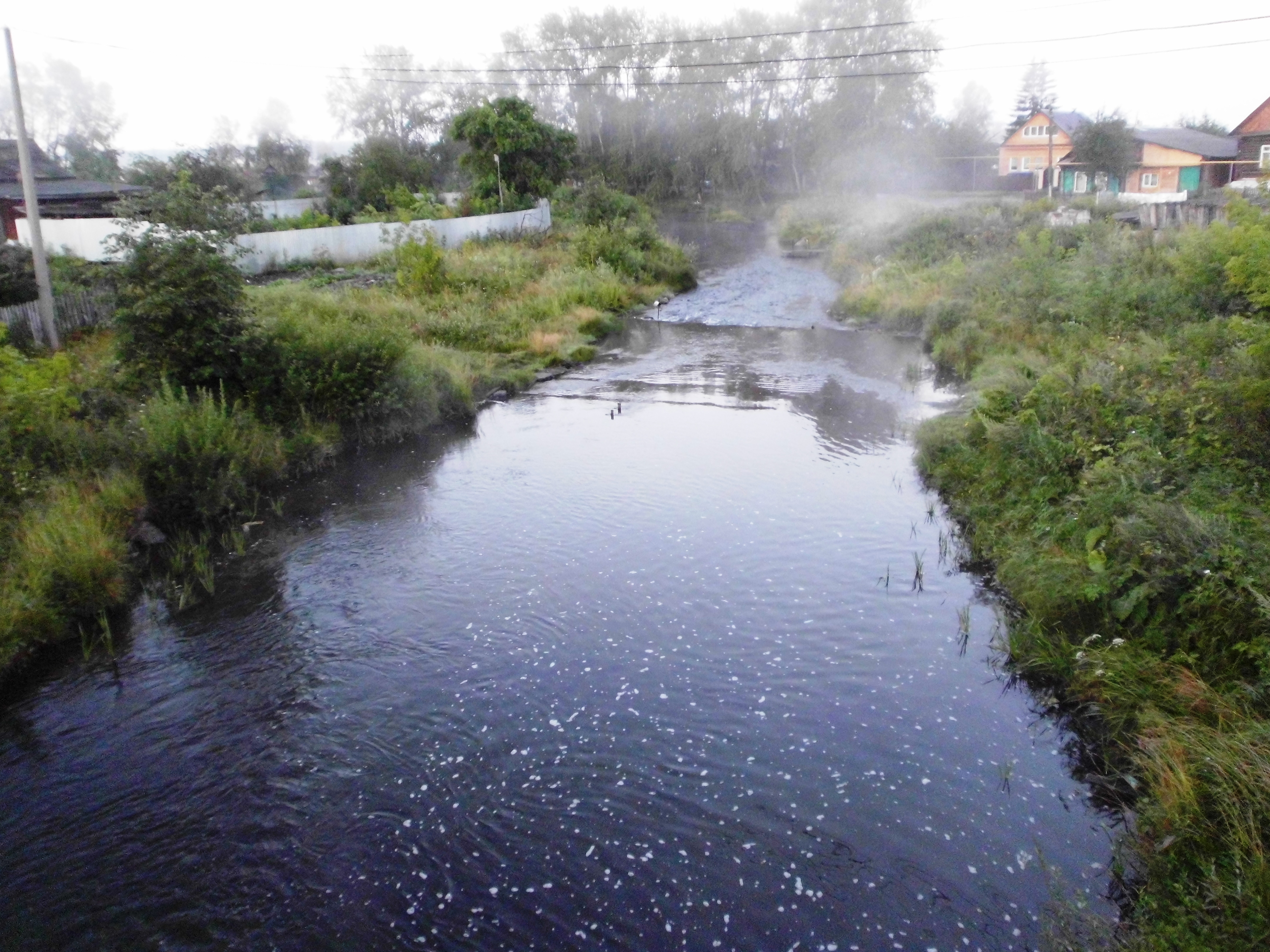
Река Уфалейка ниже устья реки Генералки

## Верхнеуфалейский пруд
56°03′57″ с. ш. 60°13′59″ в. д.
Расположен в черте города Верхнего Уфалея. С севера и юга окаймляют жилые кварталы, на южном берегу расположен Уфалейский завод металлоизделий, на юго-западном берегу — железнодорожная станция Верхний Уфалей, с запада примыкает лесной массив и вдоль берега проходит железнодорожная линия в направлении на Екатеринбург.

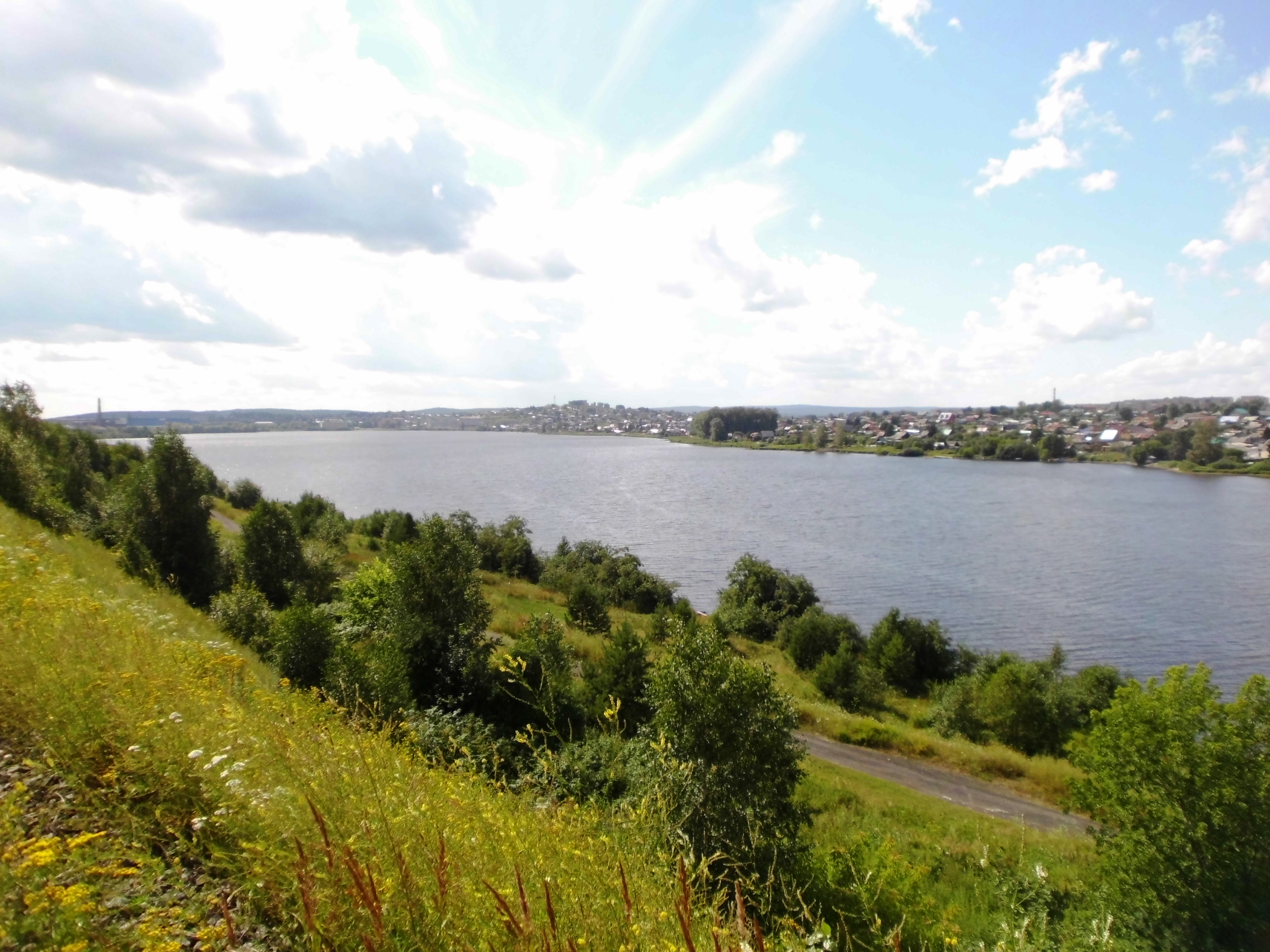
Верхнеуфалейский пруд, вид на Марьину рощу на другом берегу.
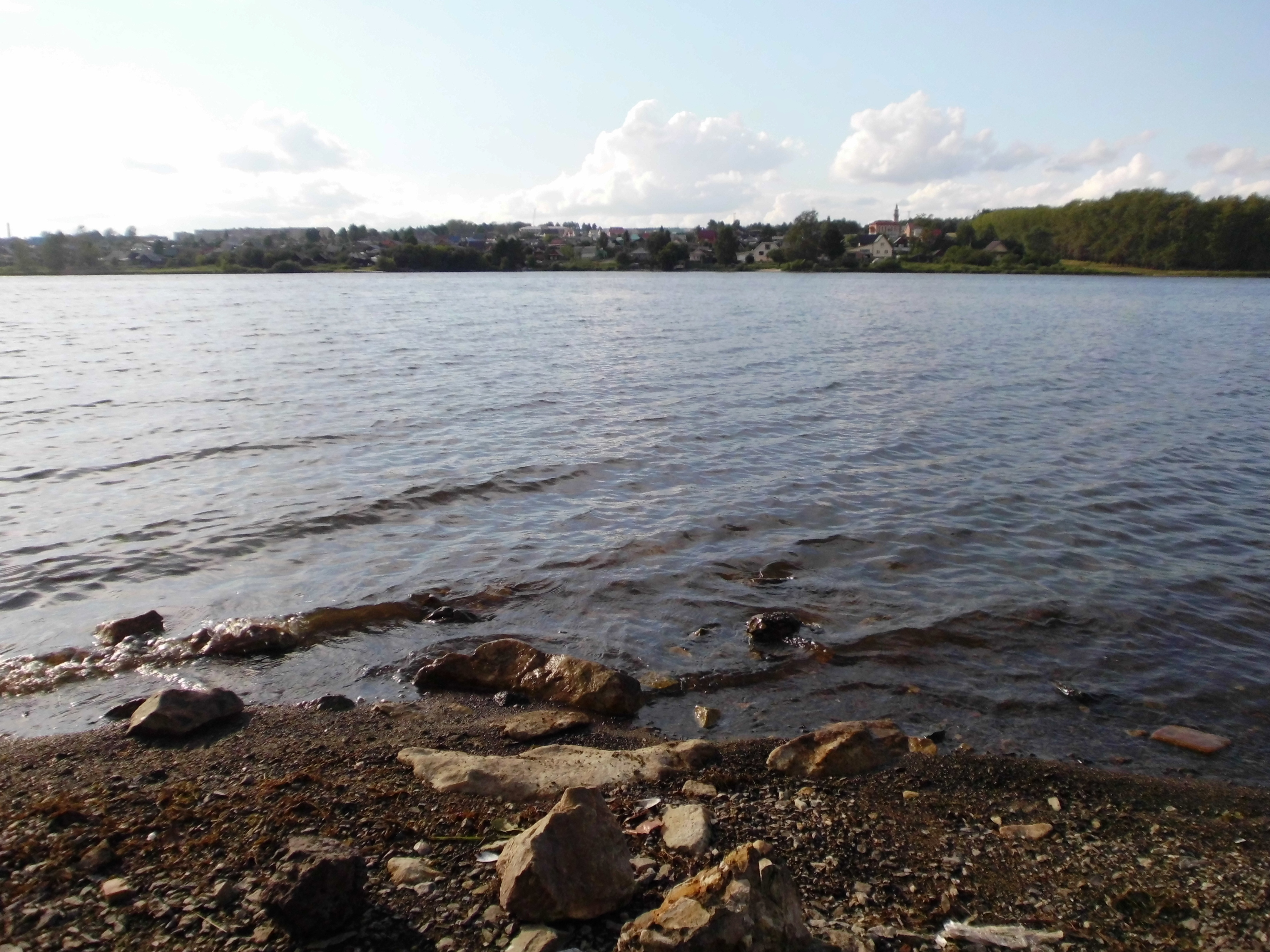
Верхнеуфалейский пруд, вид на северо-западный берег
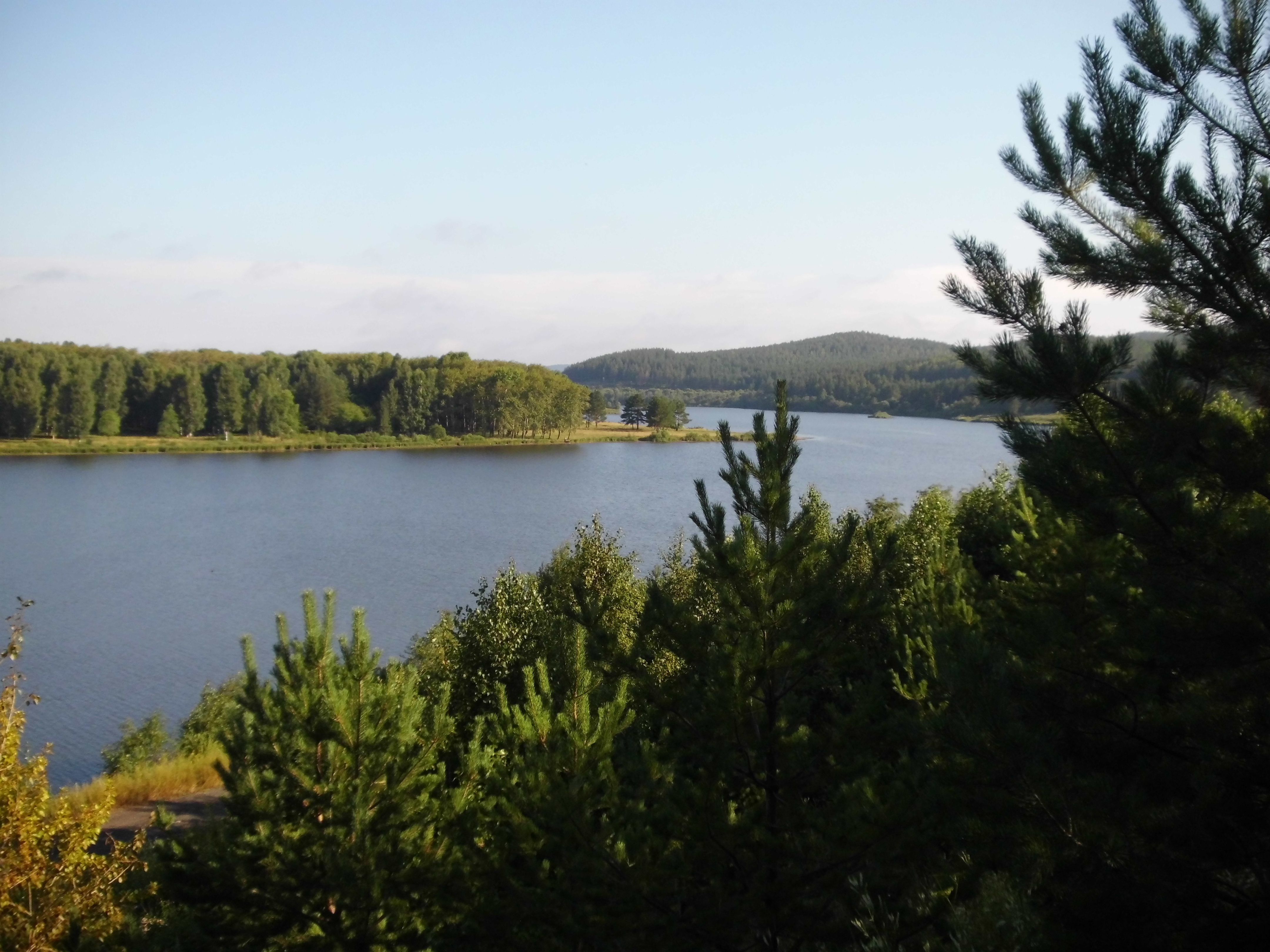
Верхнеуфалейский пруд, фотография из места, что и первая, вид на Комсомольский парк на противоположном берегу.
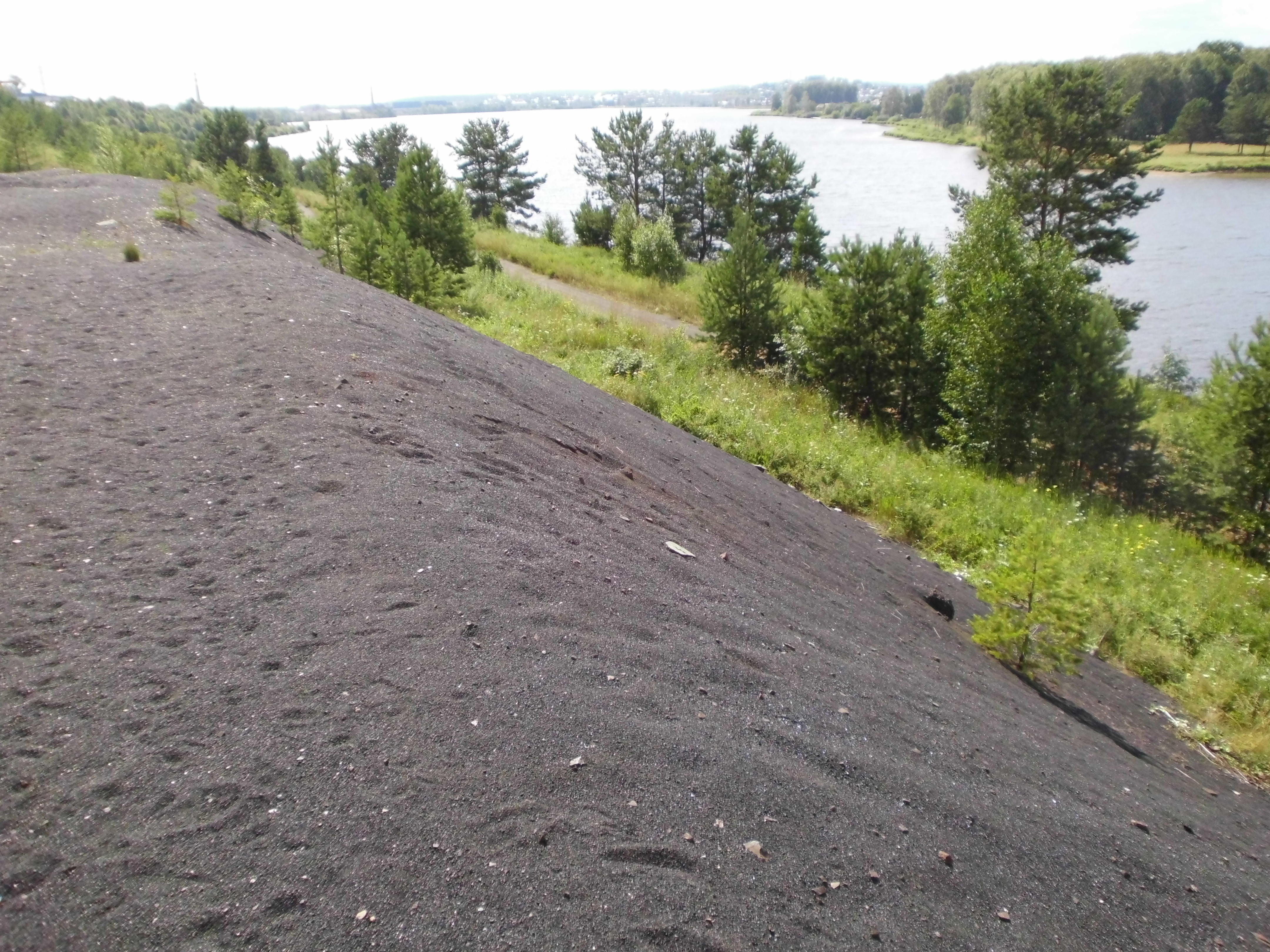
Верхнеуфалейский пруд, вид с железнодорожной насыпи
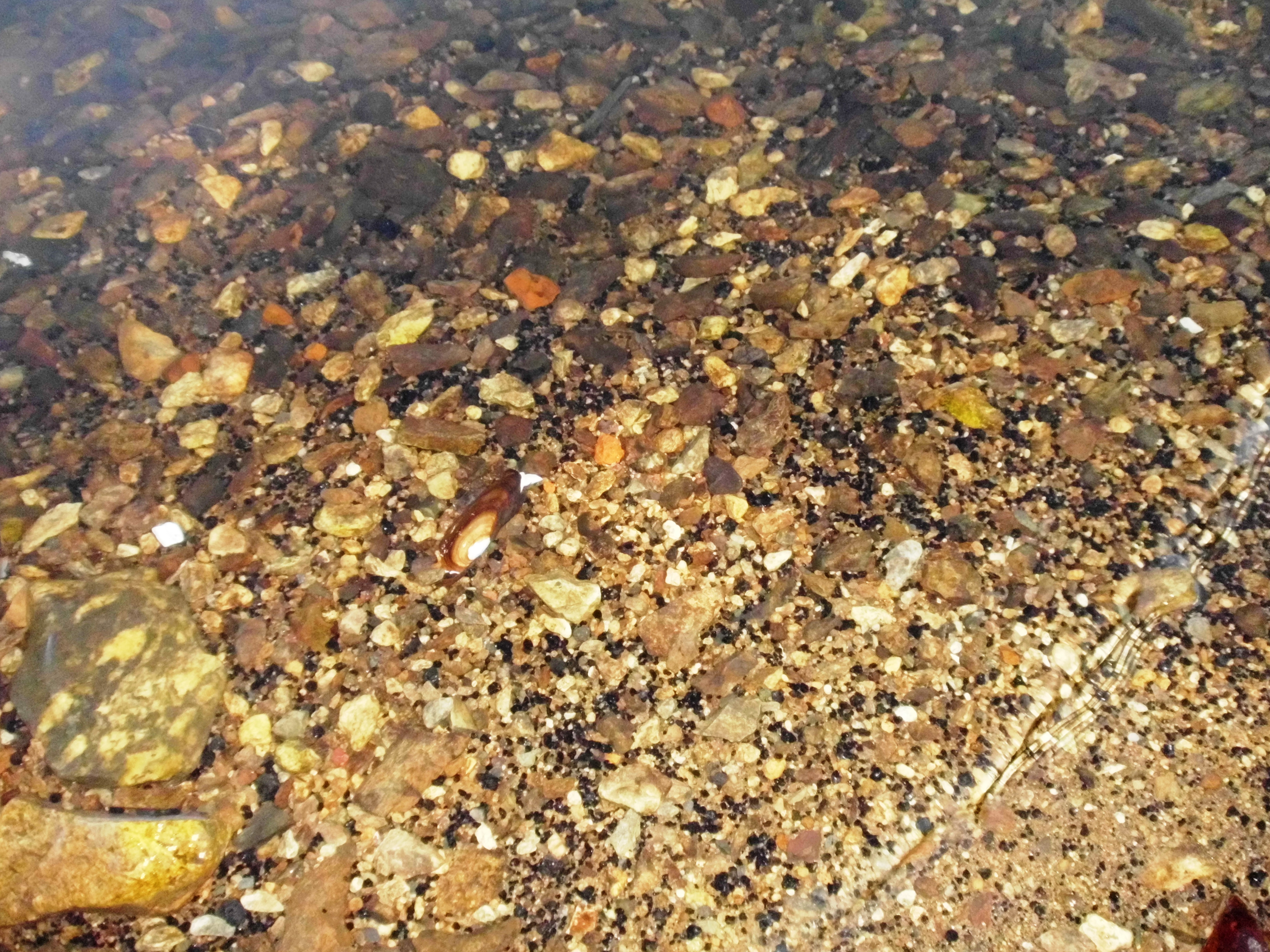
Верхнеуфалейский пруд, чёрные частицы шлака на дне